# Aljamain Sterling
Aljamain Antonie Sterling (Long Island, 31 de julho de 1989) é um lutador norte-americano com descendência jamaicana de artes marciais mistas que atualmente compete no peso-galo do Ultimate Fighting Championship, evento no qual é ex campeão do peso-galo. Ele também foi Campeão Peso-Galo no Cage Fury Fighting Championships.

## Carreira no MMA

### Começo da carreira
Sterling começou sua carreira em Ithaca, N.Y. na Team BombSquad. Ele finalizou com uma carreira universitária de sucesso no wrestling na SUNY-Cortland, onde ele foi a 87-27 e foi duas vezes All-American da NCAA Division III. Ele ganhou o apelido de “The Funk Master” pelo seu estilo não-ortodoxo de wrestling. Sterling desenvolveu um interesse pelo MMA quando encontrou Jon Jones, onde ele iam juntos a escola em Morrisville State College e treinou no time de wrestling.
Sterling começou sua carreira amadora em 2009 com uma vitória por finalização. Antes de se tornar profissional Sterling acumulou um recorde de 6-1 no amador, com a única derrota sendo por decisão dividida, e acabaria por vingar a derrota. Sterling ganhou os Títulos Peso Galo Amador do Raging Wolf e Peso Pena Amador do Extreme FC no caminho.
Sterling começou sua carreira profissional com 2-0, antes de ganhar uma chance pelo Título Peso Galo do ROC. Ele derrotou Claudio Ledesma por decisão dividida para conquistar o título. Embora essa tenha sido sua última luta no Ring of Combat, já que depois ele assinaria com o Cage Fury Fighting Championships.
Sterling fez sua estreia no CFFC em uma luta no peso pena contra Evan Chmieleski. Ele venceu por nocaute técnico faltando apenas dois segundos para o fim do primeiro round. Essa vitória lhe rendeu a chance de lutar pelo Título Peso Galo Vago do CFFC. Sterling derrotou Sean Santella por decisão unânime para conquistar seu segundo título profissional. Ele ainda defendeu o título em três ocasiões. Sterling terminou a luta em todas suas defesas com um mata leão, o que lhe rendeu uma oportunidade de lutar no UFC.

### Ultimate Fighting Championship
Sterling era esperado para fazer sua estreia no UFC no UFC 170 contra Lucas Martins, substituindo o lesionado Bryan Caraway. No entanto, Martins se também lesionou e foi substituído pelo também estreante no UFC Cody Gibson. Sterling venceu por decisão unânime.
Sterling fez sua segunda aparição no UFC em 16 de Julho de 2014 no UFC Fight Night: Cerrone vs. Miller contra Hugo Viana. Após controlas a luta em maior parte do tempo, Sterling acertou uma sequência de socos vindos da montada, forçando o árbitro a interromper a luta no final do terceiro round.
Sterling enfrentaria Mitch Gagnon em 4 de Outubro de 2014 no UFC Fight Night: MacDonald vs. Saffiedine. No entanto, Sterling se retirou da luta e foi substituído por Rob Font.
Após uma rápida recuperação, Sterling foi colocado para enfrentar Frankie Saenz em 8 de Novembro de 2014 no UFC Fight Night: Rockhold vs. Bisping. No entanto, Saenz foi forçado a se retirar da luta e o estreante na promoção Michael Imperato foi brevemente colocado na luta. No entanto, seu contrato foi rapidamente rescindido e em resultado disso, Sterling foi retirado do evento.
Sterling era esperado para enfrentar Manvel Gamburyan em 18 de Abril de 2015 no UFC on Fox: Machida vs. Rockhold. No entanto, Gamburyan se retirou da luta com uma lesão e foi substituído por Takeya Mizugaki. Sterling venceu a luta por finalização no terceiro round.
Sterling enfrentou o veterano Johnny Eduardo em 10 de Dezembro de 2015 no UFC Fight Night: Namajunas vs. VanZant. Ele venceu por finalização com uma guilhotina no segundo round.
Sterling enfrentou Bryan Caraway no UFC Fight Night: Almeida vs. Garbrandt em 29 de maio de 2016, ele foi derrotado por decisão dividida.
Sterling enfrentou Raphael Assunção no UFC on Fox: Shevchenko vs. Peña em 28 de janeiro de 2017. Ele perdeu por decisão dividida.
Sterling enfrentou o brasileiro Augusto Mendes em 15 de abril de 2017 no UFC on Fox: Johnson vs. Reis. Ele venceu por decisão unânime.

## Títulos
- Cage Fury Fighting Championships
  - Campeão Peso Galo do CFFC

- Ring of Combat
  - Campeão Peso Galo do ROC

## Cartel no MMA
| Cartel no MMA       |             |            |
| 29 lutas            | 24 vitórias | 5 derrotas |
| Por nocaute         | 3           | 2          |
| Por finalização     | 8           | 0          |
| Por decisão         | 12          | 3          |
| Por desqualificação | 1           | 0          |

| Res.    | Cartel | Oponente         | Método                            | Evento                                 | Data       | Round | Tempo | Local                        | Notas |
| ------- | ------ | ---------------- | --------------------------------- | -------------------------------------- | ---------- | ----- | ----- | ---------------------------- | --- |
| Derrota | 24-5   | Movsar Evloev    | Decisão (unânime)                 | UFC 310: Pantoja vs. Asakura           | 07/12/2024 | 3     | 5:00  | Las Vegas, Nevada            | |
| Vitória | 24-4   | Calvin Kattar    | Decisão (unânime)                 | UFC 300: Pereira vs. Hill              | 13/04/2024 | 3     | 5:00  | Las Vegas, Nevada            | Estreia nos Penas. |
| Derrota | 23-4   | Sean O'Malley    | Nocaute Técnico (socos)           | UFC 292: Sterling vs. O'Malley         | 19/08/2023 | 2     | 0:51  | Boston, Massachusetts        | Perdeu o Cinturão Peso Galo do UFC. |
| Vitória | 23-3   | Henry Cejudo     | Decisão (dividida)                | UFC 288: Sterling vs. Cejudo           | 06/05/2023 | 5     | 5:00  | Newark, New Jersey           | Defendeu o Cinturão Peso Galo do UFC; Quebrou o recorde de defesas consecutivas do Cinturão Peso Galo do UFC (3); Igualou o recorde de defesas totais do cinturão (3); Quebrou o recorde de vitórias consecutivas nos Galos (9); Quebrou o recorde de vitórias nos Galos (14). |
| Vitória | 22-3   | TJ Dillashaw     | Nocaute Técnico (socos)           | UFC 280: Oliveira vs. Makhachev        | 22/10/2022 | 2     | 3:44  | Abu Dhabi                    | Defendeu o Cinturão Peso Galo do UFC; Igualou o recorde de defesas consecutivas do Cinturão Peso Galo do UFC (2); Igualou o recorde de vitórias nos Galos (13). |
| Vitória | 21-3   | Petr Yan         | Decisão (dividida)                | UFC 273: Volkanovski vs. Korean Zombie | 09/04/2022 | 5     | 5:00  | Jacksonville, Florida        | Defendeu e unificou o Cinturão Peso Galo do UFC. |
| Vitória | 20-3   | Petr Yan         | Desqualificação (joelhada ilegal) | UFC 259: Blachowicz vs. Adesanya       | 06/03/2021 | 4     | 4:29  | Las Vegas, Nevada            | Ganhou o Cinturão Peso Galo do UFC; Primeiro lutador a conquistar um cinturão por desqualificação no UFC. |
| Vitória | 19-3   | Cory Sandhagen   | Finalização (mata leão)           | UFC 250: Nunes vs. Spencer             | 06/06/2020 | 1     | 1:28  | Las Vegas, Nevada            | Performance da Noite. |
| Vitória | 18-3   | Pedro Munhoz     | Decisão (unânime)                 | UFC 238: Cejudo vs. Moraes             | 08/06/2019 | 3     | 5:00  | Chicago, Illinois            | |
| Vitória | 17-3   | Jimmie Rivera    | Decisão (unânime)                 | UFC on ESPN: Ngannou vs. Velasquez     | 17/02/2019 | 3     | 5:00  | Phoenix, Arizona             | |
| Vitória | 16-3   | Cody Stamann     | Finalização (chave de joelho)     | UFC 228: Woodley vs. Till              | 08/09/2018 | 2     | 3:42  | Dallas, Texas                | |
| Vitória | 15-3   | Brett Johns      | Decisão (unânime)                 | UFC Fight Night: Barboza vs. Lee       | 21/04/2018 | 3     | 5:00  | Atlantic City, New Jersey    | |
| Derrota | 14-3   | Marlon Moraes    | Nocaute (joelhada)                | UFC Fight Night: Swanson vs. Ortega    | 09/12/2017 | 1     | 1:07  | Fresno, Califórnia           | |
| Vitória | 14-2   | Renan Barão      | Decisão (unânime)                 | UFC 214: Cormier vs. Jones II          | 29/07/2017 | 3     | 5:00  | Anaheim, California          | |
| Vitória | 13-2   | Augusto Mendes   | Decisão (unanime)                 | UFC on Fox: Johnson vs. Reis           | 15/04/2017 | 3     | 5:00  | Kansas City, Missouri        | |
| Derrota | 12-2   | Raphael Assunção | Decisão (dividida)                | UFC on Fox: Shevchenko vs. Peña        | 28/01/2017 | 3     | 5:00  | Denver, Colorado             | |
| Derrota | 12-1   | Bryan Caraway    | Decisão (dividida)                | UFC Fight Night: Almeida vs. Garbrandt | 29/05/2016 | 3     | 5:00  | Las Vegas, Nevada            | |
| Vitória | 12-0   | Johnny Eduardo   | Finalização (guilhotina)          | UFC Fight Night: Namajunas vs. VanZant | 10/12/2015 | 2     | 4:18  | Las Vegas, Nevada            | |
| Vitória | 11-0   | Takeya Mizugaki  | Finalização (katagatame)          | UFC on Fox: Machida vs. Rockhold       | 18/04/2015 | 3     | 2:11  | Newark, New Jersey           | |
| Vitória | 10-0   | Hugo Viana       | Nocaute Técnico (socos)           | UFC Fight Night: Cerrone vs. Miller    | 16/07/2014 | 3     | 3:50  | Atlantic City, Nova Jersey   | |
| Vitória | 9-0    | Cody Gibson      | Decisão (unânime)                 | UFC 170: Rousey vs. McMann             | 22/02/2014 | 3     | 5:00  | Las Vegas, Nevada            | Estreia no UFC. |
| Vitória | 8-0    | Joel Roberts     | Finalização (mata leão)           | CFFC 30: Sterling vs. Roberts          | 02/11/2013 | 1     | 1:49  | King of Prussia, Pensilvânia | Defendeu o Cinturão Peso Galo do CFFC. |
| Vitória | 7-0    | Sidemar Honorio  | Finalização (mata leão)           | CFFC 16: Williams vs. Jacoby           | 24/08/2012 | 2     | 4:05  | Atlantic City, Nova Jersey   | Defendeu o Cinturão Peso Galo do CFFC. |
| Vitória | 6-0    | Casey Johnson    | Finalização (mata leão)           | CFFC 14: No Mercy                      | 14/04/2012 | 3     | 2:11  | Atlantic City, Nova Jersey   | Defendeu o Cinturão Peso Galo do CFFC. |
| Vitória | 5-0    | Sean Santella    | Decisão (unânime)                 | CFFC 11: Danger Zone!                  | 22/10/2011 | 5     | 5:00  | Atlantic City, Nova Jersey   | Defendeu o Título Peso-Galo do CFFC. |
| Vitória | 4-0    | Evan Chmielski   | Nocaute Técnico (socos)           | CFFC 10: Black Eye                     | 23/07/2011 | 1     | 4:58  | Atlantic City, Nova Jersey   | Luta nos Penas. |
| Vitória | 3-0    | Claudio Ledesma  | Decisão (dividida)                | Ring of Combat 36                      | 17/06/2011 | 3     | 5:00  | Atlantic City, Nova Jersey   | Ganhou o Cinturão Peso Galo do ROC. |
| Vitória | 2-0    | Harley Leimbach  | Finalização (mata leão)           | EFC: Bragging Rights 2                 | 21/05/2011 | 1     | 4:01  | Erie, Pensilvânia            | |
| Vitória | 1-0    | Sergio da Silva  | Decisão (unânime)                 | UCC 4: Supremacy                       | 22/04/2011 | 3     | 5:00  | Morristown, Nova Jersey      | |